# Креси о Мон
Креси о Мон (фр. Crécy-au-Mont) насеље је и општина у североисточној Француској у региону Пикардија, у департману Ен (Пикардија) која припада префектури Лаон.
По подацима из 2011. године у општини је живело 286 становника, а густина насељености је износила 24,18 становника/km². Општина се простире на површини од 11,83 km². Налази се на средњој надморској висини од 136 метара (максималној 160 m, а минималној 48 m).

## Демографија
| 1962. | 1968. | 1975. | 1982. | 1990. | 1999. | 2011. |
| ----- | ----- | ----- | ----- | ----- | ----- | ----- |
| 270   | 295   | 251   | 296   | 294   | 290   | 286   |

График промене броја становника у току последњих година